# 何道生
何道生（1766年—1806年），字立之，號蘭士，又號菊人，山西靈石人，清朝政治人物，進士出身。
乾隆五十二年（1787年）登進士。乾隆五十七年（1792年）任工部主事。乾隆六十年（1795年）升任工部員外郎。嘉慶二年（1797年）升任工部郎中。嘉慶三年（1798年）升任山東道監察御史。嘉慶四年（1799年）巡視濟寧漕務。嘉慶五年（1800年）任江西九江府知府。嘉慶十一年（1806年）任甘肅寧夏府知府、陝西鳳翔府知府。